# Panulirus interruptus
Panulirus interruptus är en kräftdjursart som först beskrevs av J. W. Randall 1840.  Panulirus interruptus ingår i släktet Panulirus och familjen Palinuridae. IUCN kategoriserar arten globalt som livskraftig. Inga underarter finns listade i Catalogue of Life.

## Bildgalleri

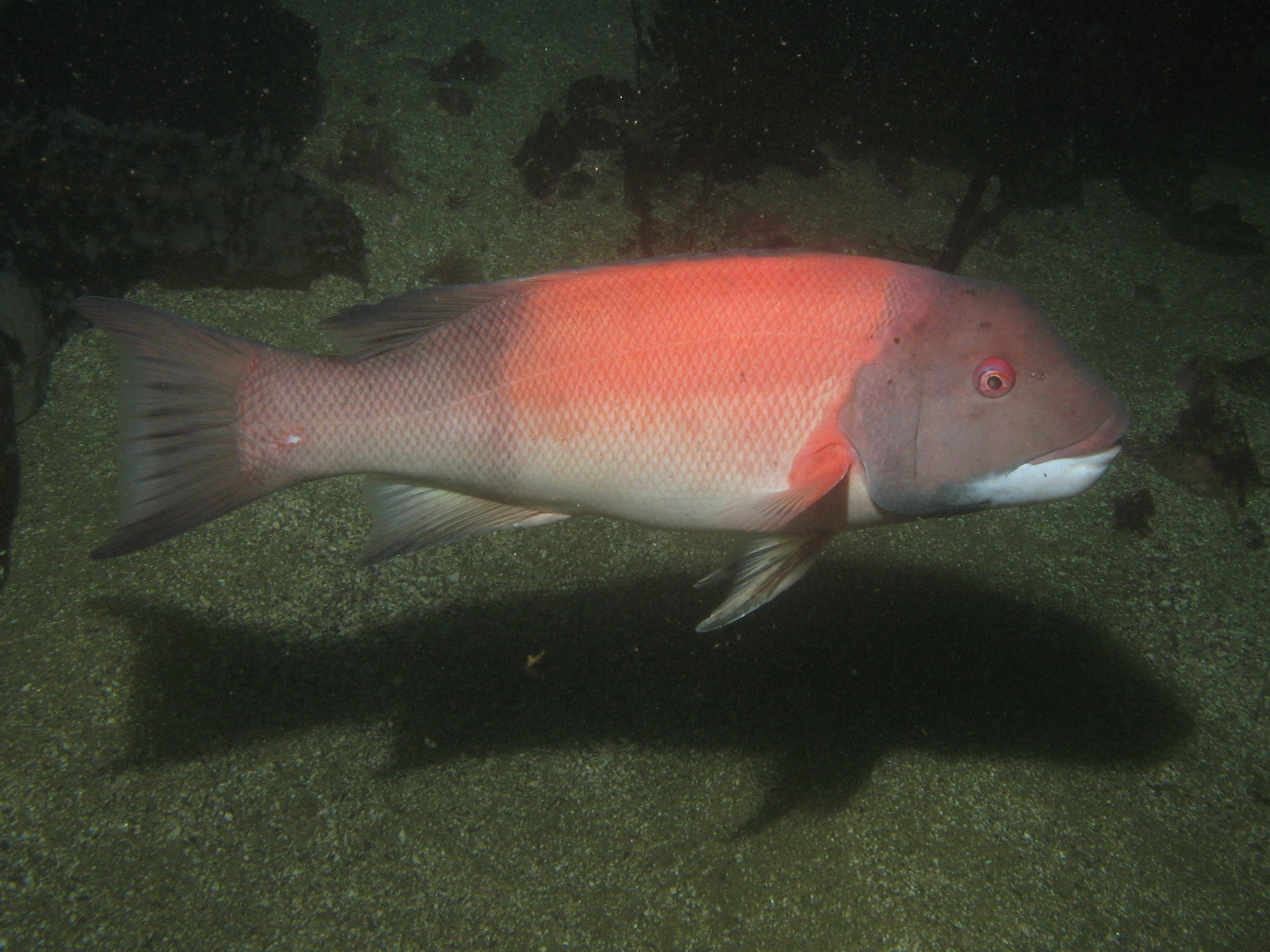